# Jorge Toledo
Jorge Floriano de Toledo, noto semplicemente come Jorge Toledo (San Paolo, 16 marzo 1958), è un dirigente sportivo, allenatore di calcio ed ex calciatore brasiliano.

## Carriera

### Calciatore
Proveniente da una famiglia di umili origini, dopo gli studi superiori iniziò la propria carriera di calciatore giocando come attaccante per alcuni club dilettantistici fino ad approdare, nel 1978, allo Yomiuri grazie ad una segnalazione di George Yonashiro. Dopo due stagioni di inattività, Toledo sarà impiegato come centrale difensivo titolare (ricoprendo, talvolta, anche alcuni ruoli a centrocampo) collezionando, fino al 1990, 164 presenze e 11 reti in Japan Soccer League vincendo tre edizioni del campionato e un titolo continentale nel 1987-88.
Nel 1990 fu ceduto al Nippon Denso, club militante nella lega regionale di Kanto, dove totalizzò 64 presenze in quattro stagioni, partecipando anche all'edizione 1991 della Coppa dell'Imperatore.

### Dopo il ritiro
Subito dopo il ritiro dal calcio giocato, Toledo conseguì il patentino di allenatore di tipologia C e iniziò ad allenare le squadre giovanili di alcuni club, fra cui quella del Kashiwa Reysol fra il 1997 e il 2000. A partire dal novembre 2008 gestisce il Toledo Soccer Club, una squadra giovanile da lui stesso fondata ad Akiruno.

## Palmarès

### Giocatore

#### Competizioni nazionali
- Japan Soccer League: 3

1983, 1984, 1986-87
- Coppa dell'Imperatore: 3

1984, 1986, 1987
- Japan Soccer League Cup: 2

1979, 1985

#### Competizioni internazionali
- Campionato d'Asia per club: 1

1988

### Allenatore

#### Competizioni nazionali
- Coppa J. League: 1

Reysol U-18: 1999